# Nissan Silvia S14
La Nissan Silvia (S14) è una coupé sportiva 2 porte a trazione posteriore con differenziale autobloccante prodotta dalla casa automobilistica giapponese Nissan Motor dal 1993 al 2000.

## Storia
La S14 debuttò in Giappone nella metà del 1993 con dimensioni più larghe e scocca più bassa della Nissan Silvia S13 grazie anche al nuovo stile innovativo con forme più arrotondate e larghe nella carrozzeria che ne contribuirono l'aggressività e la popolarità che tuttora in Giappone e nel mondo detiene.

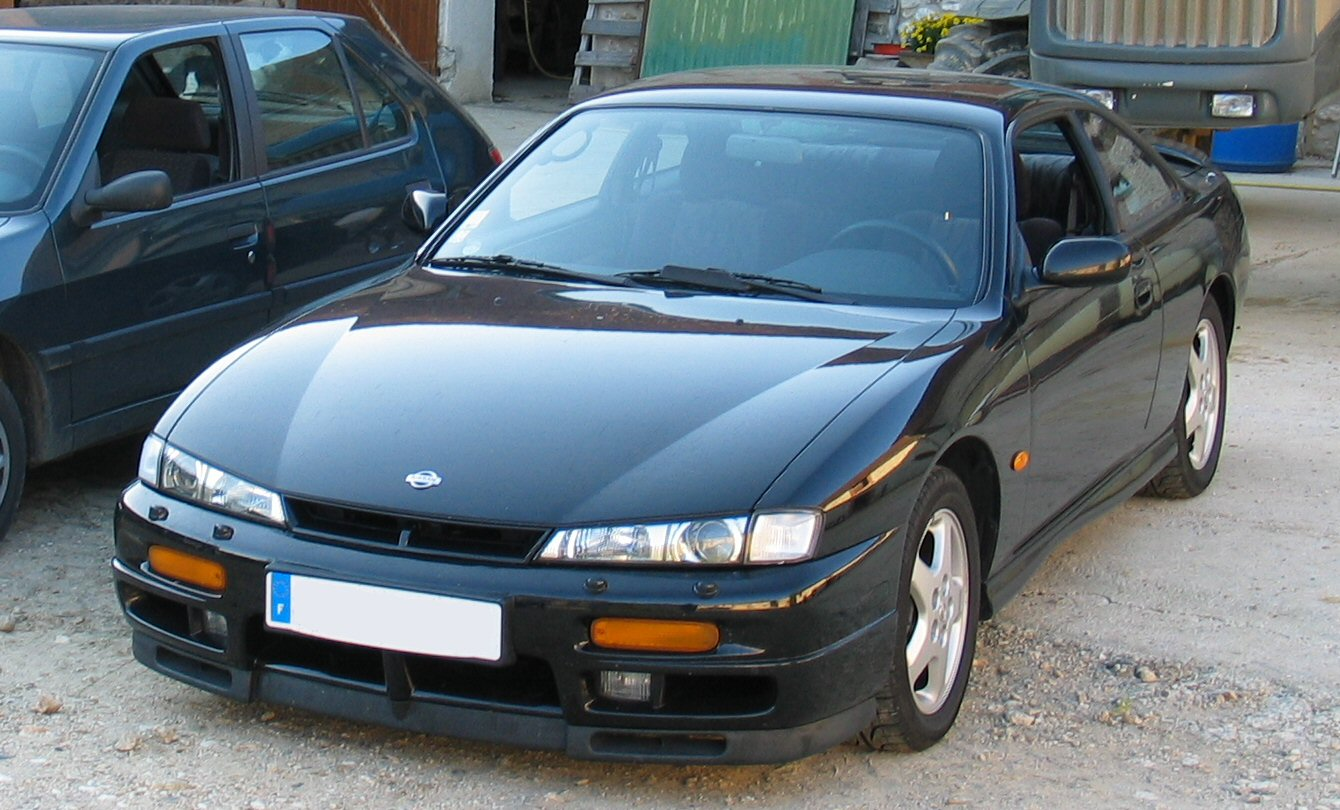
S14 restyling

Il motore (SR20DET) era sempre una classica variante della serie precedente ma con molti aggiornamenti come un incremento di potenza grazie alla fasatura variabile delle valvole, l'intervento sull'aspirazione delle camme e un turbocompressore più grosso di modello T28.
Un successivo aggiornamento avvenne nel 1996 quando fu rinnovata la mascherina sull'anteriore e i fari proiettori e i posteriori furono oscurati su tutti i modelli oltre al rivedere tutti i prezzi delle vetture.
Negli Stati Uniti d'America un modello simile fu la 240 SX, equipaggiato con il motore aspirato KA24DE, mentre in Europa, nel 2000, cessò la vendita con l'uscita di un ultimo modello chiamato Touring che era più potente e con aggiornamenti estetici dei predecessori inserendosi praticamente in mezzo fra la S14 e la S15.

## Prestazioni
In Giappone montava un motore da 2.000 cm³ Turbo che sviluppava 217 CV mentre la versione europea erogava 200 CV e presentava alcune differenze, rispetto alla versione per il mercato giapponese.
Per il mercato Giapponese oltre alla versione Turbo (denominata Silvia K's) veniva anche venduta una versione supplementare aspirata con il medesimo motore, SR20DE, ma da 160 CV (denominata Silvia Q's). Entrambe le vetture erano dotate di una speciale variante chiamata Aero che comprendeva l'inserimento di diverse appendici aerodinamiche supplementari.

## Caratteristiche tecniche

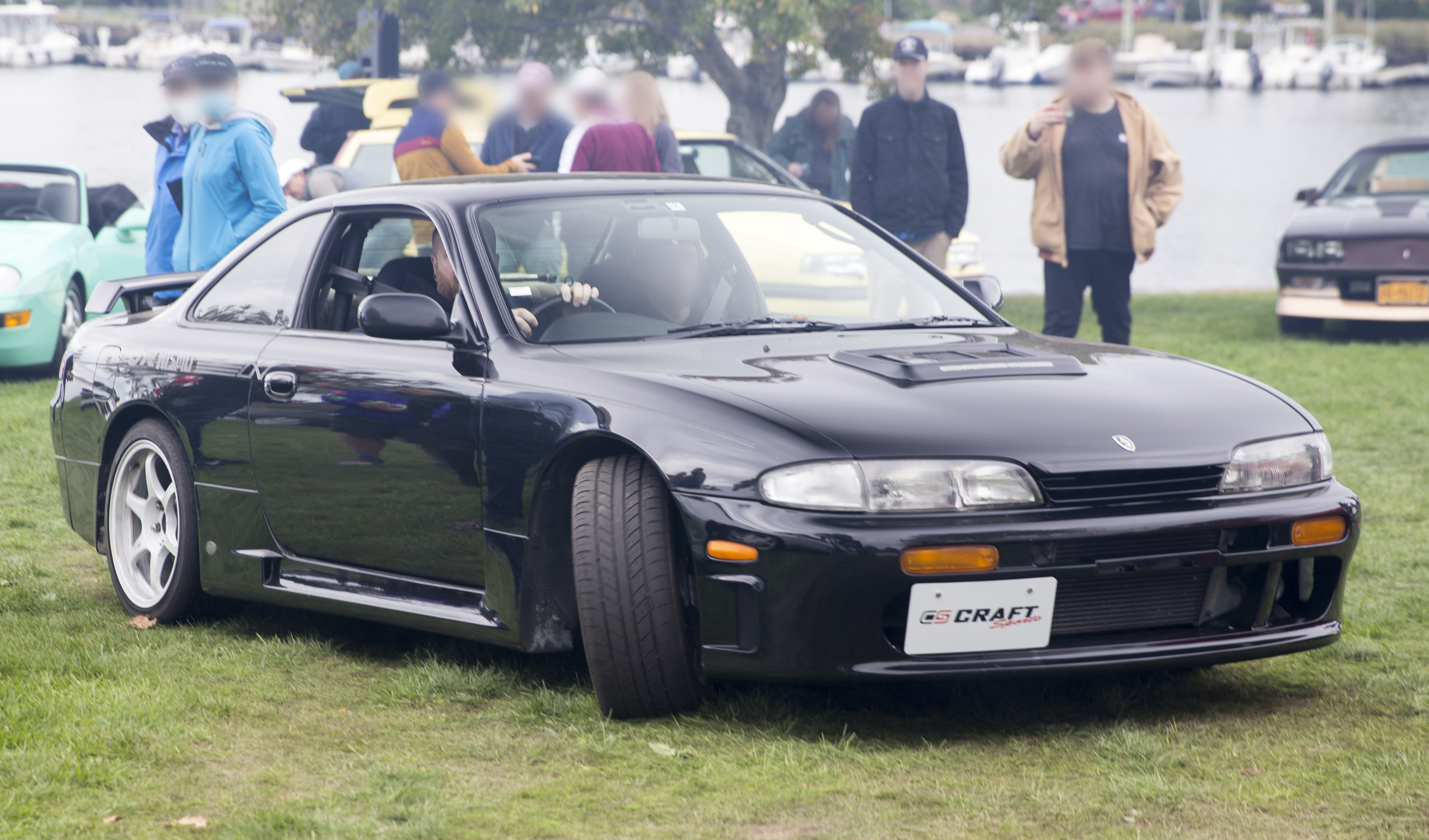
Nismo 270R

## Versioni speciali

### NISMO 270R
La divisione sportiva della Nissan chiamata NISMO ( Nissan Motorsports ) ideò un modello limitato chiamato NISMO 270R con sole 50 unità prodotte tutte nel 1994. Il '270' è in riferimento ai cavalli dell'auto, da non confondere con il "240" della versione americana che indica la cilindrata. Le migliorie della NISMO 270R sono molte: il kit estetico Nismo Aero, un nuovo set di cerchi, cofano con presa d'aria, frizione rinforzata, differenziale a slittamento limitato a 2 vie, un intercooler frontale maggiorato, pompa benzina e iniettori maggiorati, aggiornamento sulla ECU, nuovi sedili con loghi NISMO, manometro turbo Nismo su bocchetta dell'aria lato guidatore, contachilometri Nismo e la targhetta numerata. Grazie a questi aggiornamenti la potenza era di 270 CV e la 270R raggiungeva la velocità ragguardevole di 270 km/h.